# Pristimantis bicantus
Espèce
Pristimantis bicantus est une espèce d'amphibiens de la famille des Craugastoridae.

## Répartition
Cette espèce est endémique de la province de Napo en Équateur. Elle se rencontre à Yanayacu entre 2 100 et 2 300 m d'altitude dans la cordillère Orientale.

## Description
Les mâles mesurent de 12,0 à 15,8 mm et les femelles de 17,0 à 21,7 mm.

## Publication originale
- Guayasamin & Funk, 2009 : The amphibian community at Yanayacu Biological Station, Ecuador, with a comparison of vertical microhabitat use among Pristimantis species and the description of a new species of the Pristimantis myersi group. Zootaxa, no 2220, p. 41-66.